# 雨がやんだら
「雨がやんだら」（あめがやんだら）は、朝丘雪路のシングル・レコードである。1970年10月21日に発売され、翌1971年に大ヒットした。
発売元はCBS・ソニーレコード（現：ソニー・ミュージックレーベルズ）。

## 解説
- CBS・ソニーレコードへ移籍後、初のフィジカルシングルとなった曲。
- 発売から約半年後、1971年3月-5月にヒットを記録[1][2][3]。オリコンチャートの最高位は5位（1971年4月19日付週間シングル）[注釈 1]。1971年のオリコン年間順位は第23位にランクされた[4]。
- 1971年末の『第22回NHK紅白歌合戦』で朝丘は同曲のロングヒットにより、1966年末の『第17回』以来5年ぶり通算10回目の紅白歌合戦出場を果たす。但し同回以降の紅白カムバックは成らず、当回が朝丘自身生涯最後の紅白出場となった。

## 収録曲
1. 雨がやんだら（3分01秒）
  - 作詞：なかにし礼、作曲・編曲：筒美京平
2. 大人の愛について（4分03秒）
  - 作詞：なかにし礼、作曲・編曲：筒美京平

## カバー
雨がやんだら
- 奥村チヨ（発売年不明） - 8トラに収録（2010年、アルバム『チヨ・筒美京平を唄う』に再録）。
- ザ・ピーナッツ（1971年） - 8トラに収録（1999年、アルバム『ザ・ピーナッツ カヴァー・ヒッツ〜わたしの城下町』に再録）。
- ジャッキー吉川とブルー・コメッツ（1971年） - 8トラに収録（2014年、アルバム『津軽の海』に再録）。
- いしだあゆみ（1971年） - アルバム『砂漠のような東京で』収録。
- 由紀さおり（1971年） - アルバム『この愛を永遠に』収録。
- 五木ひろし（1971年） - アルバム『よこはま・たそがれ』収録。
- フランク永井（1971年） - アルバム『琵琶湖周航の歌』収録。
- 池玲子（1971年） - アルバム『恍惚の世界』収録。
- 欧陽菲菲（1971年） - アルバム『雨の御堂筋』収録。
- 棚橋静雄（1971年） - アルバム『別離についての12章』収録。
- サンドラ・ジュリアン（1972年） - アルバム『セクシー・ポエム』収録。
- 安倍律子（1972年） - アルバム『律子の季節』収録。
- 美川憲一（1973年） - アルバム『美川憲一デラックス・アルバム』収録。
- 篠ヒロコ（1973年） - アルバム『女・篠ヒロコの魅力』収録。
- 藤圭子（1973年） - アルバム『演歌全集〜恋心』収録。
- 研ナオコ（1974年） - アルバム『㐧三の女』収録。
- 麻生よう子（1975年） - アルバム『愛は手さぐり/片隅のふたり』収録。
- 八代亜紀（1976年） - アルバム『演歌熱唱』収録。
- 叶和貴子（1983年） - アルバム『華麗なる和貴子の世界』収録。
- 天童よしみ（1994年） - アルバム『天童節昭和演歌名曲選 第十五集』収録。
- 長山洋子（1995年） - アルバム『捨てられて〜可愛い色気はお好き？』収録。
- 八反安未果（2007年） - アルバム『忘れないわ』収録。
- MIYAKO（2013年） - アルバム『白い花の咲くころ』収録。
- 坂本冬美（2013年） - アルバム『Love Songs Ⅳ〜逢いたくて 逢いたくて〜』収録。
- 氷川きよし（2019年） - アルバム『新・演歌名曲コレクション9 -大丈夫/最上の船頭-』収録。
- 岩崎宏美（2019年） - アルバム『Dear Friends VIII 筒美京平トリビュート』収録。